# Аеродром Бризбејн
Међународни аеродром Бризбејн (енгл. Brisbane International Airport) (IATA: BNE, ICAO: YBBN) се налази у бризбејншком предрграђу Игл Фарм. Аеродром Бризбејн је један од 4 аустралијска аеродрома у могућности да приме највећи путнички авион, Ербас А380.

## Авио-компаније и дестинације
Следеће авио-компаније користе Аеродром Бризбејн (од септембра 2007):

### Домаћи
- Бриндабела ерлајнс (Кофс Харбор, Њукасл, Порт Маквари)
- Верџин Блу (Аделејд, Дарвин, Канбера, Кенс, Макеј, Мелбурн-Таламарин, Њукасл, Перт, Просерпајн, Рокхамптон, Сиднеј, Таунсвил, Хамилтон Остраво, Хобарт)
- Квантас (Аделејд, Алис Спрингс, Дарвин, Канбера, Кенс, Маунт Ајза, Мелбурн-Таламарин, Перт, Сиднеј, Таунсвил)
  - КвантасЛинк (Бандаберг, Баркалдин, Блакватер, Блакол, Гладстон, Емералд, Канбера, Лонгрич, Лорд Хау Остраво, Макеј, Њукасл, Рокхамптон, Рома, Фрејзер Остраво, Шарлвил
  - Џетстар ервејз (Аделејд, Дарвин, Кенс, Лонсестон, Макеј, Мелбурн-Авалон, Њукасл, Просерпајн, Рокхамптон, Таунсвил, Хамилтон Остраво, Хобарт)
- Макер ерлајнс (Бедури, Бердсвил, Виндора, Булиа, Канамула, Килпи, Маунт Ајза, Морандбах, Св. Ђорђе, Таргоминдах, Тоумба, Шарлвил)
- Риџенал Експрес (Лизмор, Мерибара) [од 7. октобра 2007.]

### Међународни
- Аур ерлајн (Хоњара)
- Верџин Блу
  - Пацифик Блу (Велингтон, Вила, Крајстчерч, Нади, Окланд)
- ЕВА ер (Тајпеј-Тајван Таоуан)
- Емирати (Дубаи, Окланд, Сингапур)
- Ер Вануату (Вила, Еспирату Санто)
- Еркалин (Нумеа)
- Ер Њугини (Порт Морзби)
- Ер Њу Зеланд (Велингтон, Квинстаун, Крајстчерч, Лос Анђелес, Окланд)
  - Фридом ер (Данидн, Северно Палмерстон, Хамилтон)
- Ер Пацифик (Нади)
- Итихад ервејз (Абу Даби, Сингапур) [од 29. септембра 2007.]
- Џапан ерлајнс (Токио-Нарита)
- Катеј Пацифик (Хонгконг)
- Квантас (Велингтон, Кенс, Лос Анђелес, Манила-Ниној Акино, Окланд, Сиднеј, Сингапур, Токио-Нарита, Хонгконг)
- Џетстар ервејз (Крајстчерч, Осака-Кансај, Сиднеј)
- Коријен ер (Сеул-Инчеон)
- Малезија ерлајнс (Куала Лумпур)
- Ројал Брунеј ерлајнс (Бандар Сери Бегаван, Окланд)
- Сингапур ерлајнс (Сингапур)
- Соломон ерлајнс(Хоњара)
- Таи ервејез интернашонал (Бангкок-Суварнабуми)
- Чајна ерлајнс (Тајпеј)
- Чајна истерн ерлајнс (Шангај-Пудонг) [од Новембар 2007]